# Diamantabborre
Diamantabborre (Enneacanthus gloriosus) är en art i familjen solabborrfiskar som lever i östra USA.

## Utseende
Diamantabborren är en liten fisk som kan bli 9,5 cm lång som mest. Kroppen är mörk med ljusare buk, och ett stort antal ljusblå till vita prickar. Den har en ryggfena, som består av en taggstrålig främre del och en mjukstrålig bakre.

## Vanor
Arten är en bottenfisk som lever i bevuxna sjöar och dammar med dy- eller sandbotten samt selvatten i mindre till medelstora vattendrag. Födan består av mindre, ryggradslösa djur som bland annat fjädermygglarver, hoppkräftor, hinnkräftor och musselkräftor. Den blir könsmogen under första till andra levnadsåret, och leker under vår till sensommar.

## Utbredning
Det ursprungliga utbredningsområdet omfattar de östra kuststaterna i USA där den förekommer i avrinningsområdena till floder som mynnar i Atlanten och Mexikanska golfen. Området sträcker sig från södra New York och östra Pennsylvania till södra Florida och Alabama. Den har dessutom blivit införd till större delarna av New York (inklusive Ontariosjön på gränsen till Kanada) och Pennsylvania samt delstaten Mississippi.